# Jacky Morael
 (mars 2012).
Si vous disposez d'ouvrages ou d'articles de référence ou si vous connaissez des sites web de qualité traitant du thème abordé ici, merci de compléter l'article en donnant les références utiles à sa vérifiabilité et en les liant à la section « Notes et références ».
Jacques Morael, dit Jacky Morael, né le 26 novembre 1959 et mort le 6 décembre 2016), est un homme politique belge écologiste, ministre d'État. Figure historique des Verts francophones belges, il est l'artisan de la victoire des écologistes aux élections de 1999.

## Biographie

### Formation et début de vie professionnelle
Né le 26 novembre 1959 à Herstal dans un milieu ouvrier, Jacky Morael décroche une candidature en philosophie en 1980, suivie d’une licence en information et arts de diffusion de l'université de Liège en 1981.
Dans les années 1980, il commence une carrière de journaliste comme correspondant local à Herstal pour le journal La Cité et anime également la radio libre des Amis de la Terre.

### Premières responsabilités politiques
Ayant rejoint les rangs Écolo peu après la fondation du mouvement (1981), Jacky Morael devient d’abord collaborateur parlementaire de José Daras, qui avait été son professeur de géographie lors de ses humanités à l’Athénée royal de Vottem.
En mai 1986, il accède au poste de Secrétaire fédéral (SF) d’Ecolo aux côtés de Paul Lannoye et d’autres. Homme de communication, il devient un des porte-paroles du mouvement. Son approche de la communication fait entrer Ecolo dans une nouvelle phase de son existence, travaillant à lui donner une posture généraliste. Lors de conférences ou dans les médias, il apporte des gages de sérieux au programme écologiste. 
Tête de liste Ecolo à Liège, Jacky Morael est élu à la Chambre des représentants en novembre 1991. Il siégera également au Conseil de la Communauté française et au Parlement wallon. Il participe aux négociations de la réforme de l’État de 1993 et devient chef de groupe Ecolo-Agalev à la Chambre des représentants de 1993 à 1994.

### 1999, un succès électoral historique
En 1994, poussé par de nombreux  cadres du parti, il se présente en équipe avec Isabelle Durant et Dany Josse (remplacé plus tard par  Jean-Luc Roland) à la direction d’Ecolo. Élu par l’Assemblée générale des membres d’Ecolo en mai 1994, il abandonne ses mandats parlementaires, conformément aux statuts du parti. Dès les premiers mois à la direction du parti, il fait face à la déception provoquée par les scrutins communaux de 1994 et fédéraux de 1995.
Sous sa houlette, Ecolo entame une mutation de son fonctionnement et réinvente son programme dans le cadre des « États généraux de l'écologie politique » (EGEP). C’est durant ce second mandat au Secrétariat fédéral du parti qu’Ecolo est propulsé sur le devant de la scène politique belge et remporte les élections générales de 1999. Cette victoire (19,5 %), dont il est le principal artisan, permet au parti de négocier pour la première fois de son histoire une participation à plusieurs majorités gouvernementales. Cependant, à la suite de méfiances internes, Jacky Morael  renonce à devenir le premier vice-premier ministre écologiste de l’histoire de Belgique, afin de garantir l’approbation de l’Assemblée générale de participation aux majorités gouvernementales. Son mandat à la direction du parti se termine en novembre 1999. Il envisage un temps de représenter une équipe, mais la disparition brutale de sa fille Laurie, décédée d’une méningite foudroyante en août 1999, contribue à lui faire abandonner ce projet. Jacky Morael exerce alors son mandat de sénateur à plein temps jusqu’en 2003.

### Une fin de vie politique en dents de scie
Chargé de mission en Afrique par le ministre Louis Michel (2001), Jacky Morael s’éloigne de la scène médiatique, même lorsqu’il reçoit, en janvier 2002, le titre honorifique de Ministre d’État. En mai 2003, il pousse la liste des Verts à Liège à la Chambre, mais n’est pas élu. En septembre 2004, il rejoint brièvement Etopia, le centre de recherche en écologie politique, think tank et association d’éducation permanente proche d’Ecolo. Malgré un problème de santé important des suites d’une chute en 2005, il effectue son retour politique en tant que dernier candidat effectif sur la liste Ecolo au Sénat en juin 2007. Sa popularité reste grande et il contribue au succès d’Ecolo qui confirme sa progression au scrutin régional de juin 2009.
Pour la nouvelle génération qui émerge alors, Jacky Morael reste une personnalité influente de la mouvance écologiste par son histoire, son charisme et sa personnalité. Il redevient sénateur élu directement de 2010 à 2014, année où il déclare mettre un terme à sa vie politique.
La même année, il publie avec Etopia un livre de mémoires retraçant sa carrière politique sur base de dialogues thématiques avec de jeunes membres d’Ecolo : « Générations vertes ».

### Maladie, mort et hommage
Ayant gardé un handicap et des douleurs chroniques à la suite d'une grave chute en 2005, épuisé par une longue maladie, il meurt le 6 décembre 2016. Il est inhumé au cimetière du Sarolay à Argenteau.
En février 2021, Ecolo lance son nouveau centre d'étude baptisé Centre Jacky Morael.

## Apport à la vie politique belge
Professionnalisant la structure du parti Ecolo, il engage celui-ci dans les questions économiques, souhaitant démontrer que l’économie et l’écologie peuvent s’articuler. Tout au long de sa carrière il prêtera une attention particulière au renouvellement des cadres du parti en apportant son soutien aux jeunes.  Participant tout autant à des conférences dans les Maisons du Peuple que dans les clubs d’entreprises, il a contribué à ouvrir Ecolo et à le rendre crédible dans une large partie de la population. Particulièrement réceptif aux nouveaux enjeux de communication, il a transformé Ecolo en un parti candidat à l’exercice du pouvoir. Doté d’un sens aigu de la politique, il fut une figure populaire bien au-delà des sympathisants et des électeurs du parti Ecolo.

## Mandats et fonctions politiques
- 1986-1991 : secrétaire fédéral et porte-parole d’Ecolo
- 1991-1994 : membre de la Chambre des représentants, du Conseil régional wallon et du Conseil de la Communauté française
- 1993-1994 : président du groupe Ecolo-Agalev (Chambre des représentants)
- 1994-1999 : secrétaire fédéral et porte-parole d’Ecolo
- 1994-1999 : conseiller communal (Liège)
- 1999-2003 : sénateur élu directement par le collège électoral français
- 2002 : il reçoit le titre honorifique de ministre d'État des mains d'Albert II
- 2010-2014 : sénateur élu directement par le collège électoral français

## Citations
"L'écologie est un plaisir et doit le rester. Je me suis toujours beaucoup amusé." (2014)
"L'utopie serait de croire que vivre comme aujourd'hui, avec autant de pollutions, avec autant d'exclusions, pourrait encore durer longtemps. L'utopie, [...], ce n'est pas le changement ; l'utopie, c'est le conservatisme."

## Ouvrages
- Jacky Morael, Radios libres LA CRISE !, Université de Liège, 1981-1982 [Mémoire de licence en Information et Arts de Diffusion].
- Jacky Morael, (red.), Une mémoire pour demain : Ecolo à 10 ans, Namur, 1990.
- Jacky Morael, Philippe Defeyt, Henri Simon, et all., Confrontations : environnement, fédéralisme, emploi, démocratie, justice sociale, culture, Bruxelles, 1995
- Conversations au bord du précipice. Entretiens entre Jacky Morael et Marc Oschinsky, Editions Luc Pire, 2003.
- Jacky Morael, Générations vertes. Jacky Morael : Regards croisés sur 30 ans d’écologie politique, Editions Etopia, 2014.

Source : 

## Articles
- Jacky Morael, Je t’aime, moi non plus...pour un positionnement plus clair des gauches face à leur société, dans Cahiers Marxistes, n°198, 1995, p.23-35.
- Jacky Morael, De l’identitaire au politique, dans Revue Etopia, n°4, p.161-166, 2008.